# .38 ACP
.38 ACP (Automatic Colt Pistol) известный также как .38 Auto и реже как 9×23мм SR (SR — Semi Rimmed, полуфланцевый) — патрон центрального воспламенения с полуфланцевой гильзой, созданный в США для использования в самозарядных пистолетах Colt M1900. В дальнейшем послужил основой для создания более мощного патрона .38 Super с идентичными размерами гильзы. Был вытеснен боеприпасом 9×19 мм Парабеллум.

## История
38-й ACP (автоматический пистолет Colt), также известный как .38 Auto или 9x23mmSR — это пистолетный патрон с полукольцом, разработанный Джоном Браунингом. Впервые он был использован в прототипе Colt Model 1897, который он не производил. Метрическое обозначение патрона — 9×23 мм SR (полуободковый), который не следует путать с другими патронами 9×23 мм. Патрон в завершенном варианте был представлен в 1900 году вместе с пистолетом Colt M1900 под него. Позднее будет создано ещё несколько модификаций этих пистолетов под этот же патрон .38 ACP. Первоначальные варианты патрона обладали значительной мощностью для своего времени. Позднее мощность патрона пришлось уменьшить из-за сильного износа оружия. Продажи патронов .38 ACP незначительно выросли во время оружейного бума 1950-х, 1960-х и 1970-х годов, поскольку патроны подходили для испанских пистолетов, таких как Astra 400, которые были под патронник 9×23 мм Largo.

## Характеристики
Патрон значительно превосходит по мощности такие популярные патроны как 9 × 17 мм и 9 × 18 мм ПМ, и приближается по мощности к 9×19 мм Парабеллум и 9 × 23 мм Ларго. В начальных вариантах был способен разогнать пулю массой 130 гран до 380 м/с, а при использовании экспериментального заряда начальная скорость пули достигала 410 м/с. Однако это пагубно сказывалось на конструкции пистолета Colt M1900 и впоследствии мощность порохового заряда пришлось значительно уменьшить, и вскоре скорости были снижены до уровня ниже 1200 футов/с (370 м/с). Последующие коммерческие заряды значительно различались по мощности начиная от 300 до 360 м/c. Позже патроны этого калибра стали иметь стандартную заводскую баллистику пули с 130 гран веса пули при скорости около 330 м/с.

## Типы пуль
Имеется два типа пуль для патрона:
- Оболочечная (FMJ) — масса от 7 до 8 грамм.
- Экспансивная (JHP) — масса 8 грамм.